# Жасмин Кашмир
Жасмин Кашмир (англ. Jazmine Cashmere), настоящее имя Николь Б. Джонс (род. 17 апреля 1984, Крест-Хилл, Иллинойс) — американская порноактриса, член Зала Славы Urban X Award.

## Биография
Родилась 17 апреля 1984 года в Иллинойсе, афроамериканка. Дебютировала в порноиндустрии в 2004 году, в возрасте около 20 лет. Снималась для таких студий, как West Coast Productions, Wicked Pictures, Video Team, Platinum X Pictures, Mercenary Pictures, Jules Jordan Video, Elegant Angel, Black Ice и других.
В 2008 году победила на Urban X Award в категории «лучший анальный исполнитель», а также была номинирована ещё в трёх категориях — «лучшая исполнительница», «лучшая оральная исполнительница» и Freakiest Girl in Porn.
Ушла из индустрии, снявшись в 125 фильмах. В интервью в июне 2010 г. заявила, что оставила бизнес, потому что нашла Бога в себе. Говорит, что обеспокоена воспитанием своих троих детей.

## Награды и номинации
- 2008 Urban X Award — лучшая исполнительница (номинация)
- 2008 Urban X Award — лучшая оральная исполнительница (номинация)
- 2008 Urban X Award — Freakiest Girl in Porn (номинация)
- 2008 Urban X Award — лучший анальный исполнитель[6]
- 2017 включена в Зал Славы Urban X Award[7]